# Championnat de Hongrie de football 2017-2018
Navigation
OTP Bank Liga 2016-2017 OTP Bank Liga 2018-2019
La saison 2017-2018 du Championnat de Hongrie de football (en hongrois OTP Bank Liga) est la 119e édition du championnat de première division de Hongrie (NB I). Cette compétition regroupe douze équipes, qui s'affronteront lors de 33 journées. En fin de saison, les deux derniers du classement sont relégués et remplacés par les deux meilleurs clubs de deuxième division.
À la fin de la saison précédente, les équipes Gyirmót SE et MTK Budapest FC sont rétrogradées en seconde division (NB II) et remplacées par le Puskás Akadémia FC et le Balmazújvárosi FC.
Le Videoton FC remporte son troisième titre de champion de Hongrie.

## Compétition

### Classement
Le barème utilisé pour établir le classement est le suivant : 
- Victoire : 3 points
- Nul : 1 point
- Défaite : 0 point

En cas d'égalité de points, les critères suivants sont appliqués :
- Nombre de matchs remportés ;
- Différence de buts générale ;
- Nombre de buts marqués  ;
- Points obtenus entre équipes à égalité ;
- Différence de buts particulière ;
- Nombre de buts marqués à l'extérieur entre équipes à égalité ;
- Classement du fair-play ;
- Tirage au sort.

| Rang | Équipe               | Pts | J  | G  | N  | P  | Bp | Bc | Diff |
| ---- | -------------------- | --- | -- | -- | -- | -- | -- | -- | ---- |
| 1    | Videoton FC          | 68  | 33 | 20 | 8  | 5  | 65 | 28 | +37  |
| 2    | Ferencvárosi TC      | 66  | 33 | 18 | 12 | 3  | 69 | 31 | +38  |
| 3    | Újpest FC C          | 49  | 33 | 12 | 13 | 8  | 41 | 38 | +3   |
| 4    | Budapest Honvéd T    | 47  | 33 | 13 | 8  | 12 | 50 | 53 | -3   |
| 5    | Debrecen VSC         | 44  | 33 | 12 | 8  | 13 | 53 | 47 | +6   |
| 6    | Puskás Akadémia P    | 43  | 33 | 11 | 10 | 12 | 41 | 46 | -5   |
| 7    | Paksi SE             | 42  | 33 | 11 | 9  | 13 | 43 | 48 | -5   |
| 8    | Szombathelyi Haladás | 38  | 33 | 11 | 5  | 17 | 35 | 50 | -15  |
| 9    | Mezőkövesd-Zsóry SE  | 37  | 33 | 9  | 10 | 14 | 35 | 52 | -17  |
| 10   | Diósgyőri VTK        | 36  | 33 | 10 | 6  | 17 | 44 | 53 | -9   |
| 11   | Balmazújvárosi FC P  | 36  | 33 | 8  | 12 | 13 | 39 | 46 | -7   |
| 12   | Vasas SC             | 34  | 33 | 9  | 7  | 17 | 38 | 61 | -23  |

|  | Qualification pour la Ligue des champions de l'UEFA 2018-2019                        |
|  | Qualification pour la Ligue Europa 2018-2019                                         |
|  | Relégation en deuxième division                                                      |
|  | T : Tenant du titre C : Vainqueur de la Coupe de Hongrie 2017-2018 P : Promu de NBII |

## Bilan de la saison
| Championnat de Hongrie de football 2017-2018                        |                        |
| Champion                                                            | Videoton FC (3e titre) |
| Coupes et trophées                                                  |                        |
| Vainqueur de la Coupe de Hongrie 2017-2018                          | Újpest FC              |
| Qualifications continentales                                        |                        |
| Ligue des champions de l'UEFA 2018-2019                             | Videoton FC            |
| Ligue Europa 2018-2019                                              | Újpest FC              |
| Ligue Europa 2018-2019                                              | Ferencváros TC         |
| Ligue Europa 2018-2019                                              | Budapest Honvéd        |
| Promotions et relégations                                           |                        |
| Promus en Championnat de Hongrie de football                        | MTK Budapest FC        |
| Promus en Championnat de Hongrie de football                        | Várda SE               |
| Relégués en Championnat de Hongrie de football de deuxième division | Balmazújvárosi FC      |
| Relégués en Championnat de Hongrie de football de deuxième division | Vasas SC               |

### Statistiques
- Meilleure attaque : Ferencváros TC - 69 buts marqués
- Meilleure défense : Videoton FC - 28 buts encaissés
- Plus large victoire à domicile : Diósgyőri VTK 5-0 Vasas SC, Ferencváros TC 5-0 Balmazújvárosi FC et Ferencváros TC 5-0 Mezőkövesd-Zsóry SE
- Plus large victoire à l'extérieur : Szombathelyi Haladás 1 - 5 Puskás Akadémia et Vasas SC 1-5 Debrecen VSC
- Plus grand nombre de spectateurs dans une rencontre :
- Plus petit nombre de spectateurs dans une rencontre :

### Meilleurs buteurs
| Rang | Buteur           | Club            | Buts |
| ---- | ---------------- | --------------- | ---- |
| 1    | Davide Lanzafame | Budapest Honvéd | 18   |
| 2    | Soma Novothny    | Ujpest FC       | 17   |
| 2    | Roland Varga     | Ferencváros     | 17   |
| 4    | Danko Lazović    | Videoton FC     | 14   |
| 4    | Márton Eppel     | Budapest Honvéd | 14   |